# Kamp van Beverlo
Het Kamp van Beverlo is een uitgestrekt militair oefenterrein dat zich bevindt ten oosten van Leopoldsburg. Het terrein beslaat ongeveer 55 km2 en is daarmee het grootste militaire oefenterrein van België.

## Geschiedenis

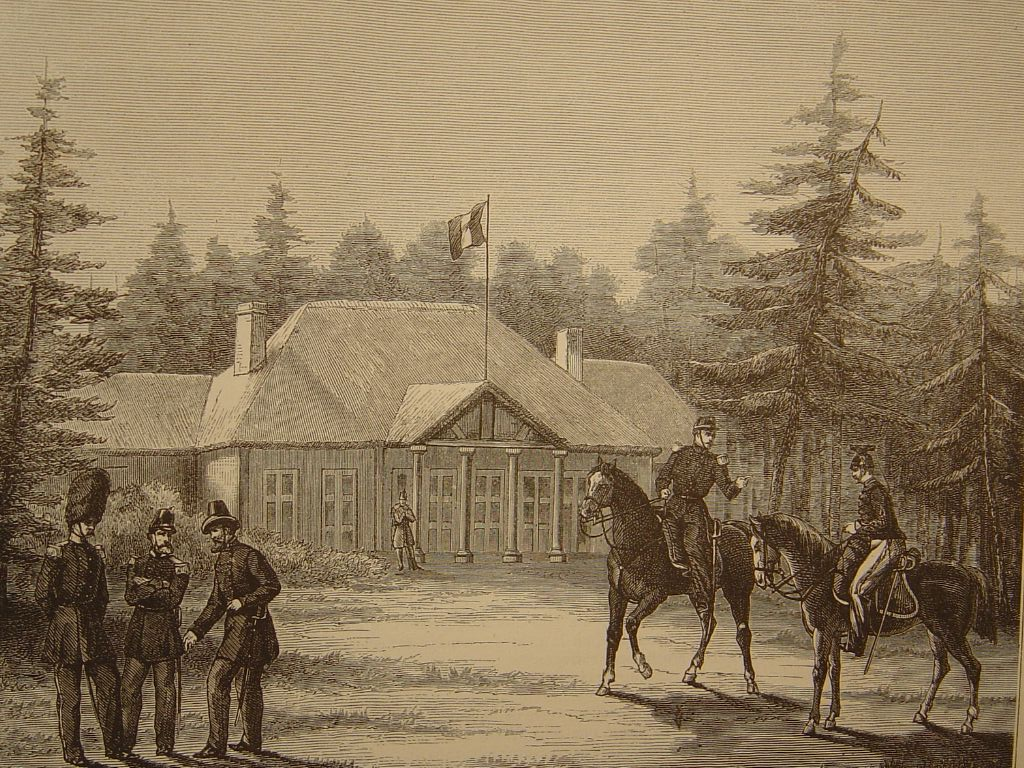
Het Kamp van Beverlo, illustratie uit 1872

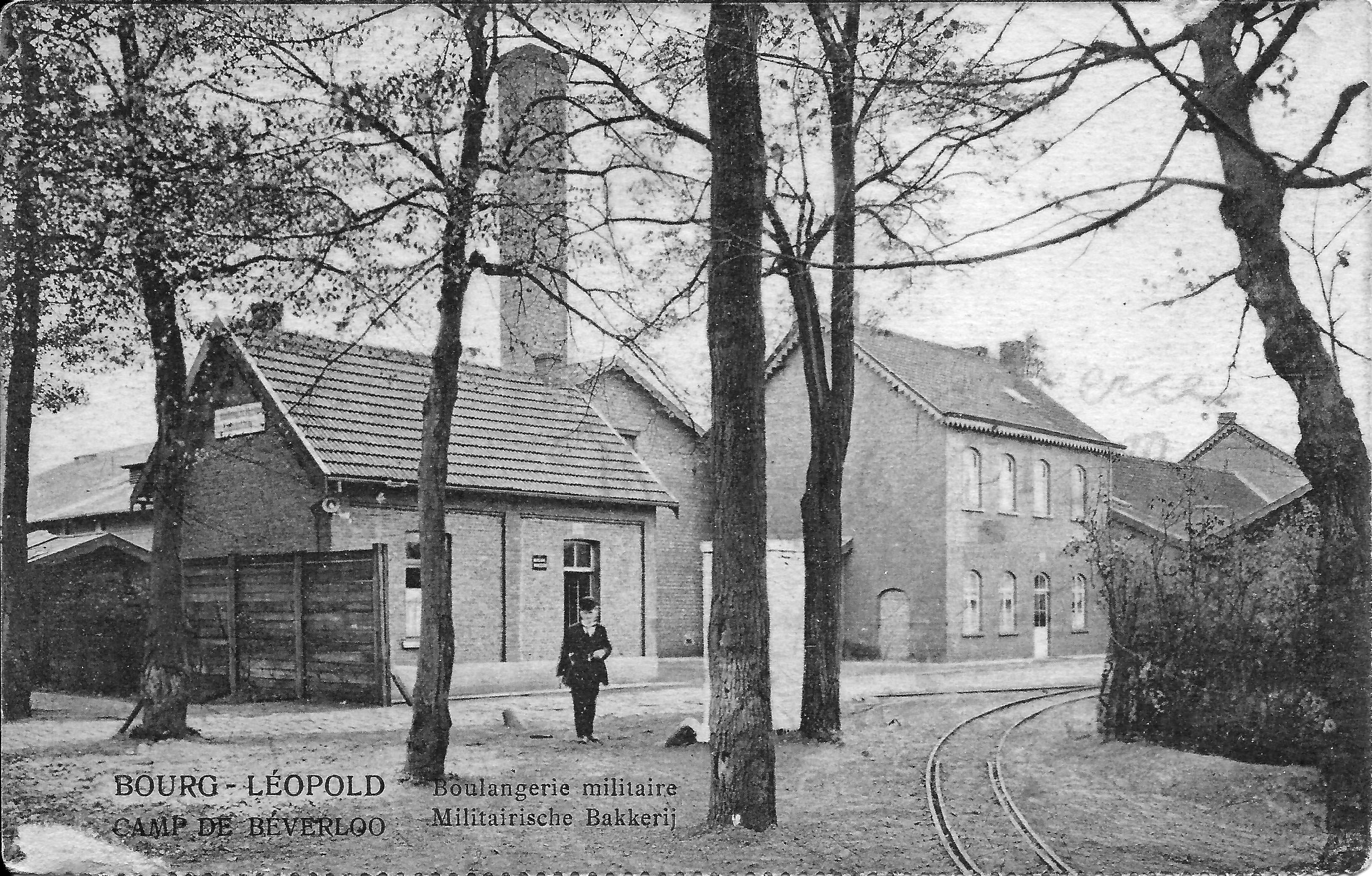
Bakkerijen van het Kamp van Beverlo, foto van voor de Tweede Wereldoorlog

Toen België zich van Nederland losmaakte tijdens de Belgische Opstand (1830-1839) voelde de jonge staat zich door Nederland bedreigd, en in alle haast moest dus een legermacht worden opgezet en geoefend, waartoe de hulp van Franse instructeurs werd ingeroepen. Aanvankelijk richtte men kampen in te Diest, Zonhoven, Bouwel en Schilde, doch deze voldeden niet.
Uiteindelijk koos men voor een gebied waar veel ruimte beschikbaar was, en dat niet te ver van de Nederlandse grens was gelegen. Dit werd uiteindelijk het heidegebied ten noorden van Beverlo. In 1835 begonnen de werkzaamheden om het oefenterrein in te richten. Strohutten en tenten voor de soldaten, paviljoens voor de generaals en een klein paleis voor de koning. Reeds in augustus van dat jaar kwamen de eerste 20.000 soldaten om er te oefenen.
In november 1837 werd het primitieve kampement door een orkaan goeddeels verwoest, en werden daarna een negental carrés gebouwd: kazernes van 90 bij 90 meter, met een waterput in het midden. Hout en leem waren de voornaamste bouwmaterialen.
Hoewel in 1839 vrede met Nederland werd gesloten in het Verdrag van Londen, besliste men in 1845 dat het Kamp van Beverlo een permanent karakter zou krijgen. Het Koninklijk Park (40 ha) werd aangelegd, en in 1848 werd een, voor die tijd, modern militair hospitaal ingericht. In 1850 werd met de definitieve uitbouw van het kamp gestart. Allerlei voorzieningen werden aangelegd voor de bevoorrading van de 40.000 militairen en de 4.000 paarden die er gelijktijdig aanwezig waren. Er kwam ook een smalspoorbaan van 115 km lengte over het terrein.
De burgers die op het Kamp van Beverlo werkzaam waren, moesten zich vanaf 1842 vestigen in een planmatig ontworpen stad, Bourg-Léopold, sinds 1932 Leopoldsburg, genaamd. In 1878 opende het station Leopoldsburg. In 1857 kwam het (doodlopende) Kanaal naar Beverlo gereed, dat eigenlijk dus naar Leopoldsburg voerde.

### Tijdens de Eerste Wereldoorlog en het interbellum
Het kamp werd steeds verder uitgebouwd en in 1913, aan de vooravond van de Eerste Wereldoorlog, was men bezig met de elektrificatie van het kamp. In augustus 1914 trokken de soldaten van het kamp ten strijde tegen de Duitse invallers. Uit deze episode stamt het protestlied dat onder de naam Beverlo-lied bekend zou worden. Velen kwamen om het leven. Op 16 oktober 1914 bereikte het front de IJzer en liep daar vast.
De Duitsers bezetten het kamp en moderniseerden het verder, aangezien ze dachten er permanent te kunnen blijven. Ze voerden er ook proeven uit met chloorgas, dat later als strijdgas aan het IJzerfront zou worden ingezet.
Tijdens het interbellum kwamen er vele regimenten oefenen, welke met dagmarsen uit alle steden van België aangetreden kwamen. Als er een dergelijk regiment kwam, was de hele stad in rep en roer. De oefeningen duurden vijf weken.

### Tijdens de Tweede Wereldoorlog
Op 10 mei 1940 bombardeerden de Duitse invallers enkele onderdelen van het kamp, en namen het niet lang daarna in bezit. Vanaf september 1943 werd het kamp een opleidingscentrum voor 16.000 leden van de 12. SS-Panzer-Division Hitlerjugend.
Op het militair domein werden van 1942 tot 1943 werden 204 mensen, waaronder 176 verzetsmensen, gefusilleerd. 
Op 12 mei 1944 bombardeerden de geallieerden het kamp. Bij vergissing werd echter de Zuidstraat te Beverlo gebombardeerd, waarbij 77 burgers het leven lieten. Op 28 mei 1944 bombardeerden de geallieerden het kamp opnieuw, en nu effectief: er vielen honderden doden onder de Duitse soldaten. Het kamp werd zeer zwaar beschadigd. Na de bevrijding moesten de collaborateurs, "incivieken" of "zwarten" genaamd, het puin ruimen.

### Naoorlogse periode
De wederopbouw van het kamp vond plaats van 1947-1953. Vijf secties, elk bestaande uit 600 à 800 manschappen, werden heringericht. In 1970 kwam de 1e Pantserinfanteriebrigade naar het Kamp, en in 1976 kwamen de laatste eenheden hierheen.

## Bezienswaardigheden
Leopoldsburg bevat veel militair erfgoed. Diverse uitgezette wandelingen voeren er langs. Bezienswaardig is ook het Koninklijk Park met zijn symmetrische lanenstructuur, dat de ingang tot het Kamp van Beverlo vormt. Er is ook een replica te zien van een strohut, zoals die in de begindagen van het kamp als onderdak voor de soldaten dienst hebben gedaan. Daarnaast zijn er twee musea die betrekking hebben op het Kamp van Beverlo:
- Museum van het Kamp van Beverlo, gevestigd in het voormalig militair hospitaal, toont de geschiedenis van het kamp.
- Museum K-blokken en Oscarkapel (MKOK), gevestigd in het oude ruiterijkamp.
- Museum Liberation Garden, gevestigd in het voormalige commandantshuis met als bijnaam Chinees Paviljoen.
- Executieoord Hechtel

De heide en bossen op het kamp van Beverlo zijn Europees beschermd als onderdeel van Natura 2000-gebied Vallei- en brongebied van de Zwarte Beek, Bolisserbeek en Dommel met heide en vengebieden.